# S. Darko
S. Darko è un film del 2009 diretto da Chris Fisher, sequel del film di Richard Kelly del 2001 Donnie Darko.
Protagonista della pellicola è Samantha Darko, interpretata da Daveigh Chase, sorella minore di Donnie. Richard Kelly si è dissociato dal progetto.

## Trama
Sono passati sette anni dalla misteriosa morte di suo fratello Donnie: ora la diciassettenne Samantha Darko decide di lasciarsi tutto il dolore alle spalle e parte con la sua migliore amica, la ribelle Corey, verso Los Angeles, per lavorare come ballerina.
I loro sogni vanno in fumo quando la loro auto le lascia a piedi a Conejo Springs, Utah una minuscola e sperduta località in mezzo al deserto. Quella stessa notte, il 29 giugno 1995, una strana presenza femminile dice a un altro strano personaggio maschile, in cima a un mulino a vento la frase:
Subito dopo un meteorite precipita nella cittadina, distruggendo il mulino a vento dietro al motel dove alloggiano Samantha e Corey. Samantha intanto viene risvegliata da un poliziotto su una panchina.
Da quel momento in poi, Samantha sarà preda di bizzarri sogni e visioni riguardanti l'imminente fine del mondo. Una violenta lite tra lei e Corey, inoltre, ingranerà un meccanismo che metterà a rischio il destino dell'intero universo.

## Produzione

### Pre-produzione
Originariamente intitolato Samantha D, il film entrò in produzione nel 2007, da un'idea del produttore Ash R. Shah, della Silver Nitrate Entertainment. La responsabilità del copione ricadde sul giovane sceneggiatore Nathan Atkins, che si è sempre dichiarato grande ammiratore di Donnie Darko, talmente tanto da nutrire inizialmente seri dubbi sulla possibilità di realizzare un seguito al film di Richard Kelly, dal momento che la conclusione del primo film non lasciava alcuna possibilità a un sequel.
Accettato comunque l'incarico, Atkins propose alla produzione due possibili alternative: spiegare il retroscena del personaggio di Roberta Sparrow/Nonna Morte oppure seguire le avventure della sorella più piccola di Donnie, Samantha. Accantonata la prima ipotesi, lo sceneggiatore passò quattro mesi a rivedere e studiare la storia di Donnie Darko per poter riportare fedelmente gli stessi elementi narrativi nel nuovo film.
Una volta pronta la prima stesura, alla fine del 2007, la produzione offrì al regista Chris Fisher la possibilità di dirigere il film. Inizialmente titubante, Fisher accettò di dirigere il film alla sola condizione di avere nuovamente Daveigh Chase nel ruolo di Samantha.
Nel frattempo, a causa dello sciopero degli sceneggiatori, Atkins, in quanto membro della Writers Guild of America non poté apportare alcun cambiamento al copione originale.
Ciò che convinse Fisher ad accettare di dirigere il film era l'idea di poter creare una versione femminile dell'universo di Donnie Darko, narrando una sorta di favola post-moderna che si contrapponesse allo stile quasi fumettistico e maschile del primo film. Inoltre, il capovolgimento dei punti di vista rispetto a Donnie Darko continuando tuttavia a rispettare fedelmente la mitologia ideata da Richard Kelly, affascinarono il regista, convincendolo a firmare.
Terminato lo sciopero degli sceneggiatori nel febbraio del 2008, Atkins e Fisher collaborarono assieme per riscrivere il copione, apportando diversi cambiamenti alle stesure precedenti.
Mentre la produzione prendeva contatti con la Utah Film Commission per girare il film integralmente nello stato (a differenza di quanto descritto nel copione originale, che vedeva la storia avvenire in Oklahoma), Fisher definiva il cast: Daveigh Chase, anche lei inizialmente scettica, rimase affascinata dalla sceneggiatura e decise di accettare dopo una lunga conversazione con il regista; giovani promesse come Briana Evigan (reduce del successo di Step Up 2 - La strada per il successo), Ed Westwick (sulla cresta dell'onda grazie alla prima stagione di Gossip Girl), James Lafferty (interprete della fortunata serie One Tree Hill) e Jackson Rathbone (il vampiro Jasper di Twilight) vennero assunti per ricoprire i ruoli principali.
Attori veterani come Elizabeth Berkley (La maledizione dello scorpione di giada di Woody Allen), John Hawkes (star dell'acclamato Me and You and Everyone We Know) e Matthew Davis (già interprete di Tigerland e La rivincita delle bionde) vennero invece scelti per parti minori ma incisive.
Molte pagine web indicarono anche Alex O'Loughlin e Justin Chatwin come membri del cast: non è chiaro se le voci fossero infondate o se i due attori fossero, a un certo punto, stati effettivamente selezionati e che poi, per ragioni mai rese note, avessero abbandonato il progetto.
Il film venne annunciato ufficialmente con un comunicato stampa divulgato dalla Silver Nitrate Entertainment su Screen Daily il 9 maggio 2008, pochi giorni prima dell'inizio delle riprese.
Richard Kelly, autore del primo film ma non proprietario dei diritti, dimostrò subito il proprio disappunto, affermando di non voler avere nulla a che fare né con il film né con coloro coinvolti nella realizzazione, cast compreso.

### Riprese
Con un budget di 4 milioni di dollari (mezzo milione in meno rispetto al primo film), la produzione organizzò un piano di lavorazione di 25 giorni.
A causa del budget ridotto, vennero prese in considerazione varie alternative alla pellicola 35 mm. Con alla fotografia uno dei professionisti più preparati nel campo del digitale (Marvin V. Rush), si optò per girare il film con la rivoluzionaria Red One Camera, da molti definita l'erede della pellicola. Mentre due Red venivano utilizzate per le riprese principali, piccole porzioni di film (tra cui le sezioni di passaggio del cielo e l'incidente automobilistico) vennero girate con una Sony EX1, di proprietà dello stesso Rush.
La lavorazione del film iniziò il 19 maggio 2008 ad Echo, uno sperduto paesino nello Utah. La prima scena girata fu un dialogo tra l'agente O'Dell (Bret Roberts) e Corey (Briana Evigan) all'interno di una centrale di polizia. Ad Echo vennero girate diverse sequenze: tutti gli interni ed esterni del ristorante, dell'officina del meccanico e della Chiesa di Padre John.
La maggior parte della lavorazione, tuttavia, avvenne nella più grande Magna: oltre alla sequenza iniziale e finale (girata nei pressi dello storico Great Saltair, accanto all'Highway 80 e al Gran Lago Salato), tutte le sequenze ambientate nelle vie e nei negozi dell'immaginaria Conejo Springs vennero girate lì. Altre piccole parti del film vennero girate a Delle e a Tooele.
Il 12 e 13 giugno venne girata la sequenza del party in piscina: per le riprese subacquee era necessaria un'attrezzatura impermeabile adeguata. Essendo la Red One Camera una macchina ancora nuova, per il reparto di fotografia non fu affatto facile riuscire a trovare a noleggio l'attrezzatura tecnica adatta. Solo all'ultimo momento si trovò assistenza presso la Watering Life Productions, una società specializzata in riprese documentaristiche subacquee.
La maggior parte delle scene girate con l'attrice Zulay Henao (nel film era la ragazza gelosa di Randy) vennero tagliate in sala di montaggio esclusivamente per questioni di durata. Delle varie scene tagliate, nessuna includeva l'attore James Lafferty che fu così l'unico attore del cast a vedere la sua intera performance nel film.
Il tempo molto variabile dello Utah diede diversi problemi durante la lavorazione e causò parecchi ritardi. Secondo quanto affermato da Fisher sul set (girato quasi completamente in esterni) si lavorava almeno 14 ore al giorno, ma il clima sul set, nonostante le ristrettezze economiche e il poco tempo a disposizione, era piacevole. Alcuni membri del cast trovarono addirittura il tempo di scrivere e incidere una canzone dedicata allo Utah, Utah Too Much, poi inserita negli speciali del DVD del film.
L'attrice Elizabeth Berkley (Trudy), con grande ammirazione e sorpresa da parte della troupe, accettò di lavorare praticamente senza trucco per tutta la durata del film. Decise anche di lasciare che la differenza di colore dei suoi occhi (uno verde e uno castano) risaltasse, per rendere il suo personaggio ancora più disturbante.
Non mancarono comunque piccoli incidenti: una carica creata dai tecnici degli effetti speciali fu fatta esplodere troppo vicino all'attore Ed Westwick (che, per ottenere una reazione più convincente, non ne venne avvisato) e gli creò un breve trauma al timpano; sempre Westwick, nel corso della stessa scena, si fece male alla schiena prendendo in braccio Daveigh Chase; l'attrice Elizabeth Berkley, tra il divertita e lo spaventata, fu costretta a rinchiudersi nel suo camper e chiamare la sicurezza per allontanare un fan un po' troppo invadente che voleva rubarle la biancheria intima.
Le riprese si conclusero il 24 giugno 2008 a Los Angeles, dove venne allestito un set per gli interni della camera d'albergo di Corey e Samantha.

## Colonna sonora
La colonna sonora originale del film venne composta dal noto e apprezzato musicista londinese Ed Harcourt. Il compositore ha affermato di essersi basato sulla musica di Autechre, Aphex Twin, Philip Glass, Arvo Pärt e Clint Mansell per scrivere le partiture per S. Darko. La critica rispose favorevolmente.
Come accaduto in Donnie Darko, anche in S. Darko la scelta delle canzoni di repertorio si concentrò su pezzi piuttosto in voga nel periodo in cui la storia del film prende atto (in questo caso metà degli anni novanta).
Le canzoni inserite nella colonna sonora (al momento ancora non incisa) sono:
- "Alive Alone" - The Chemical Brothers (viaggio in auto iniziale)
- "Last Dance for Daddy" - Off the Wagon
- "Hobo Humpin' Slobo Babe" - Whale (festa in piscina)
- "Black Metallic" - Catherine Wheel (Samantha nella stanza del motel)
- "Battleground" - Ed Harcourt (Corey nella stanza del motel)
- "The Carnival is Over" - Dead Can Dance (finale)
- "Heaven or Las Vegas" - Cocteau Twins (finale)
- "Night & Day" - Freeskool (titoli di coda)

Solo due canzoni, "Battleground" e "Night & Day" sono di recente realizzazione: la prima è un pezzo dello stesso Ed Harcourt mentre "Night & Day" è cantata dalla co-protagonista del film, Briana Evigan.
Mad World, nella versione di Gary Jules, è tratta dalla colonna sonora originale di Donnie Darko. I trailer italiani di S. Darko presentano questo pezzo, nonostante non sia incluso nel film.

## Promozione
(tagline del film)

## Distribuzione
Considerato l'enorme successo ottenuto da Donnie Darko grazie al mercato home entertainment (oltre 10 milioni di dollari di incasso), la 20th Century Fox decise di far uscire S. Darko direttamente in DVD e in Blu-ray, almeno per quanto concerne il territorio statunitense.
Per il lancio, la Fox organizzò un'interessante campagna web composta da tre video virali, usciti su internet in rapida successione nell'aprile 2009: i tre video si riferivano a oggetti inspiegabilmente caduti dal cielo (cassonetti, motori di aereo, tombini, meteoriti...). Alcuni finti articoli mostrati nel terzo video vennero ripresi direttamente da una scena di S. Darko.
Presentato il 12 maggio 2009, il film incassò quasi 3 milioni di dollari nel primo mese di distribuzione nazionale, vendendo più di 140 000 copie.
In Italia il film è stato proiettato in anteprima al Giffoni Film Festival il 23 luglio 2009. Il 13 agosto il film è stato presentato in anteprima nelle principali sale italiane, per poi uscire commercialmente il 21 agosto 2009.
Forte del successo commerciale ottenuto in sala dal primo film, la Moviemax ha organizzato una grande campagna promozionale per l'uscita di S. Darko: dopo il primo teaser mostrato nelle sale intorno a maggio è stato indetto un concorso in collaborazione con Yahoo Movies! in cui gli utenti potevano votare il poster che sarebbe diventato il manifesto ufficiale per il lancio italiano. Successivamente è stato creato, in collaborazione con MTV il sito web ufficiale e la pagina Facebook, che in poche settimane ha raggiunto oltre 6 000 fan. Un altro concorso è nato come partnership tra Moviemax e il magazine Maya Fox, con maschere del coniglio Frank e copie DVD di Donnie Darko come premi. Altre collaborazioni con Energie e la Italian Surf Expo hanno portato alla realizzazione di gadget esclusivi, tra cui capi d'abbigliamento e tavole da surf griffate.
Distribuito in 212 copie, il film ha debuttato al secondo posto nella classifica settimanale, con un incasso di 288 000 euro (preceduto dall'altra new entry, Il messaggero). Le settimane successive non sono state particolarmente positive e il film ha chiuso la sua permanenza in sala incassando poco sopra i 700 000 euro: una cifra rispettabile per un'uscita estiva ma comunque nettamente inferiore al suo predecessore (uscito tuttavia in un periodo molto più fertile come la fine di novembre).

## Accoglienza

### Critica
Il film venne fortemente criticato sin dall'inizio, quando venne annunciato come seguito di Donnie Darko. Prima ancora del lancio, nel maggio del 2009, i fan più accaniti del primo film cercarono di boicottarne la distribuzione, tempestando i forum di discussione di internet.
La pubblicità negativa aiutò comunque il successo commerciale del film. Al momento dell'uscita, il film divise in due il pubblico. C'è chi lo odiò e chi invece lo trovò un prodotto non disprezzabile, seppur inferiore al film originale. Molti detrattori del film, una volta visto il risultato finale, cambiarono il loro giudizio. Forum dedicati al film in rete e video postati on-line ne furono la prova. Molte discussioni sulle varie sfaccettature dell'intricata vicenda nacquero subito dopo il lancio del film e continuarono per i mesi successivi.
La critica americana non è stata, in genere, molto favorevole, seppur diversi recensori abbiano ammirato alcuni aspetti tecnici (come la fotografia e la colonna sonora) e il lavoro di alcuni membri del cast (se i più giovani furono criticati, le brevi performance di Elizabeth Berkley, John Hawkes e Matthew Davis vennero invece ben valutate).
Le critiche andarono principalmente alla sceneggiatura di Nathan Atkins e alla piatta caratterizzazione dei personaggi principali.
Il film è stato largamente contestato da pubblico e critica, la quale criticò principalmente la storia, i personaggi monodimensionali e i dialoghi. The A.V. Club diede al film un voto insufficiente, notando come questo seguito possieda alcuni elementi semplificati e superficiali di Donnie Darko e come abbia "fallito in maniera spettacolare nel tentativo di creare un franchise".
Secondo la rivista specializzata Fangoria, il film era sufficientemente intrigante per incuriosire i fan del primo film, presentava degli elementi interessanti e gli attori ne uscivano a testa alta. Tuttavia non riusciva a reggere il confronto con il suo illustre predecessore.
Il Los Angeles Times definì "eccessiva" la reazione negativa dei fan più accaniti del primo film, sottolineando come il film non fosse la mediocre produzione che ci si aspettava. Sempre secondo il Times, dal punto di vista visivo il regista Chris Fisher e il direttore della fotografia Marvin V. Rush avevano fatto un ottimo lavoro e il cast messo insieme da Fisher era “composito ed interessante”. Il lato negativo stava nella storia, che ricalcava un po' troppo faticosamente quella del primo film.
Moviehole fu ancora più critico, liquidandolo come film senza coraggio, dalla realizzazione frettolosa e "bizzarramente non avventuroso" mentre per Collider.com la storia presentava diversi spunti interessanti e riusciva a spiazzare lo spettatore con una svolta inaspettata verso la metà del film. Allo stesso tempo, però, le nuove interessanti idee sul viaggio nel tempo sembravano riuscite solo a metà.
In Italia, dove il film è stato proiettato in anteprima sia al Giffoni Film Festival che in alcune sale selezionate, il pubblico si è nuovamente diviso: alcuni sostenitori di Donnie Darko hanno bocciato il film in partenza, mentre altri lo hanno accolto in maniera positiva (Daveigh Chase e la colonna sonora in testa agli apprezzamenti). C'è chi ha dato al film il pregio di invitare il pubblico più giovane a riscoprire Donnie Darko per comprendere al meglio i meccanismi della trama e le origini della storia.

## Citazioni e riferimenti

### Riferimenti aDonnie Darko
- Il prologo del film richiama fedelmente l'inizio del primo film: una lunga panoramica del cielo all'alba che termina rivelando una persona addormentata in mezzo al nulla.
- Dal punto di vista registico, Chris Fisher ripropone lo stesso stile, includendo numerosi rallentamenti e frequenti immagini del cielo.
- Nel primo film Samantha leggeva una poesia da lei scritta dove l'unicorno Ariel veniva scoperto dal principe Justin, il quale si ritrovava trasportato in uno strano e meraviglioso mondo di magia. In S. Darko Corey ritrova il foglio su cui Samantha aveva scritto la poesia: il bellissimo unicorno da lei descritto è in realtà la stessa Samantha, la cui bellezza può essere vista solo dal ‘principe’ Justin, ossia da Iraq Jack (il cui vero nome è Justin). Lo stesso Iraq Jack, considerate le sembianze della Samantha del futuro, fa riferimento a lei come alla ‘principessa’.
- Nel primo film, Samantha ha un unicorno di peluche. In S. Darko la ragazza immagina di vedere un unicorno correre tra le nuvole, accanto a lei.
- La mitologia della Filosofia dei Viaggi nel Tempo creata da Richard Kelly per il primo film viene ripresa fedelmente: in questo caso, tuttavia, all'interno dell'universo tangente se ne crea inaspettatamente un altro, ancora più instabile (nel copione originale è chiamato universo frammentario[18]). Il primo universo tangente si crea la notte del 29 giugno 1995, quando il meteorite distrugge il mulino a vento. Il ricevitore vivente (che nel primo film era Donnie) è Iraq Jack, mentre il morto manipolato che lo deve guidare nel suo percorso per la salvezza del mondo è proprio Samantha (nel primo era Frank travestito da coniglio). La Samantha del futuro avverte Iraq che il mondo finirà entro 4 giorni, 17 ore, 26 minuti, 31 secondi, periodo di tempo che corrisponde alla durata dell'universo tangente. La fine del mondo, perciò, non sarà causata (come da alcuni creduto) dalla pioggia di meteoriti finale, bensì dal collasso dell'universo parallelo su se stesso. Il secondo universo tangente si crea all'interno del primo universo tangente, esattamente il pomeriggio del 1 luglio 1995, quando una misteriosa auto nera appare dal nulla, corrompendo nuovamente il tempo. Ora è Corey la ricevitrice vivente, guidata dal piccolo Billy (il morto manipolato). Corey riesce a chiudere il secondo universo tangente nelle prime ore del 3 luglio 1995, ritornando così al punto di partenza (pomeriggio del 1 luglio). In S. Darko scopriamo inoltre che i morti manipolati conferiscono ai ricevitori viventi la possibilità di viaggiare nel tempo e nello spazio attraverso portali: lo vediamo all'inizio quando Sam permette a Iraq Jack di scendere dal mulino a vento e quando Billy permette a Corey di ritrovarsi nel cavalcavia dove è avvenuto l'incidente stradale. Inoltre la sovrapposizione di universi paralleli permette il trasferimento di suoni e immagini da un universo tangente all'altro, dal momento che tutte le corruzioni esistono su piani cosmici relativi. Per questo motivo Corey ha una visione di Billy prima ancora che il secondo universo venga creato.[19] Come nel primo film, anche qui i ricevitori viventi possono vedere dove li condurrà il loro destino attraverso i vettori liquidi che gli fuoriescono dal petto. A differenza di quanto affermato da alcuni critici italiani, l'idea non è presa di peso da The Abyss, bensì dal primo film. Inoltre, anche in S. Darko i manipolati che si risvegliano dal loro viaggio nell'universo tangente ne hanno ricordo e possono sognare quanto avvenuto.
- Il libro La Filosofia dei Viaggi nel Tempo che il professor Monnitoff regala a Donnie nel primo film ricompare in S. Darko. Lo trova Corey nascosto nella valigia di Samantha assieme alla poesia dell'unicorno. Sulla copertina interna del libro è presente un disegno del coniglio del primo film. Il perché Sam abbia il libro è stato omesso (sebbene la sceneggiatura del film spieghi come il libro le sia stato regalato da Monnitoff dopo la morte di Donnie, probabilmente in relazione ai ricordi della loro permanenza nell'universo tangente), mentre il disegno non è opera di Donnie, come da molti erroneamente creduto. È un disegno della stessa Sam, che vagamente ricorda il coniglio disegnato da Donnie sul calendario durante i 28 giorni di universo tangente del primo film.
- Come nel primo film, anche qui il morto manipolato dà istruzioni apparentemente oscure e incomprensibili al ricevitore vivente affinché compia il suo scopo. In S. Darko, ad esempio, Samantha dice a Iraq Jack di raggiungere un livello più alto (e i due si ritrovano nella cima più alta della città, permettendo poi a Sam di trovare i cadaveri dei bambini) e gli mostra il disegno del coniglio, affinché egli costruisca la maschera che la ucciderà.
- Il tempo è scandito da cartelli che indicano il conto alla rovescia come in Donnie Darko.
- Sam ordina a Iraq Jack di dare fuoco alla chiesa, come Frank ordinava a Donnie di bruciare la casa di Jim Cunningham.
- Iraq Jack pronuncia la frase ‘Mi hanno costretto a farlo’ in riferimento alla frase che Donnie scriveva sul piazzale della scuola. Qui la frase è inserita in un contesto diverso, dal momento che Iraq Jack si riferisce al suo periodo in guerra.
- L'auto rossa di Randy (una Pontiac Trans Am del 95) è un omaggio alla Pontiac rossa di Frank nel primo film.
- Una scena del film si svolge all'interno di una sala cinematografica vuota, in riferimento alla scena del cinema nel primo film. Sullo schermo viene anche mostrato un piccolo frammento di Donnie Darko, come proiezione dei sogni di Samantha.
- La festa a casa di Randy ricorda molto la festa di Halloween a casa di Donnie. In particolare, ritroviamo la lavagnetta in cucina, il tappeto elastico in giardino e le calamite a forma di orecchie di coniglio attaccate al frigorifero.
- Uno dei bizzarri dipinti religiosi visibili all'interno della Chiesa di Padre John mostra un aereo sullo sfondo, in riferimento al primo film. Inoltre nella scena in cui Samantha è seduta all'interno della chiesa distrutta, si nota che la croce metallica (sciolta dalle fiamme) ha assunto una forma che rimanda a quella di un aereo.
- Uno dei personaggi del film si chiama Frank (il meccanico, interpretato dall'attore locale Walter Platz), in riferimento al personaggio del primo film.
- La cittadina dove si svolge la storia si chiama Conejo Springs. ‘Conejo’ significa ‘coniglio’ in spagnolo. Nel corso del film si possono notare molti riferimenti al coniglio di Donnie Darko (cartelli stradali, oggetti di arredamento ecc…).
- Nella scena in biblioteca, Corey scorre diversi articoli di giornale. Uno fa riferimento a quanto accaduto a Donnie sette anni prima.
- Un'inquadratura alla fine del film mostra il cadavere di un personaggio che viene trasportato dentro un'ambulanza, come accadeva nel finale del primo film.
- Come accadeva a Donnie, anche Samantha si ritrova seguita, di tanto in tanto, da personaggi oscuri vestiti di nero. Secondo Richard Kelly sono agenti governativi incaricati di seguire coloro che sono stati coinvolti nel misterioso incidente (la caduta inspiegabile di oggetti dal cielo).
- Il libro di Samantha, Filosofia dei Viaggi nel Tempo, è stato scritto da Roberta Sparrow (la Nonna Morte di Donnie Darko), nonna di Iraq Jack.

### Riferimenti ad altri film
- Il regista Chris Fisher si è basato su diverse tesi per realizzare la sequenza dell'ipercubo, tra cui l'opera di Michio Kaku Fisica dell'impossibile, la Fisica dei Viaggi nel Tempo e la teoria della quarta dimensione di Carl Sagan: l'ipercubo (o tesseratto) è un oggetto di quattro dimensioni che non può essere visto nella sua interezza dall'occhio umano. Nell'immaginario di S. Darko, l'occhio umano interpreta l'ipercubo come se fosse un meteorite.
- Nei dialoghi vengono citati i titoli di due film on-the-road, Thelma & Louise e Easy Rider e i personaggi (Sal e Dean) del romanzo Sulla strada di Jack Kerouac.
- Nel cinema di Conejo Springs sono in programmazione due film di fantascienza, Strange Days e L'esercito delle 12 scimmie. È inoltre visibile il manifesto di Alice nel Paese delle Meraviglie il cui personaggio principale rimanda chiaramente alla figura di Samantha (i vestitini, i modi di fare) e al suo viaggio nel mondo delle meraviglie (l'universo tangente, il coniglio, i personaggi bizzarri che abitano il paese…).
- Quando Samantha si sveglia in camera, in tv si vede la promozione di una griglia elettrica: si tratta della popolarissima George Foreman Grill, uscita nel 1994 e molto in voga nel periodo in cui si svolge il film (estate 1995).
- Quando Samantha e Corey arrivano al motel, in tv scorrono le immagini del processo a O.J. Simpson, iniziato pochi mesi prima (gennaio 1995) e divenuto caso nazionale grazie anche alla sua vasta copertura mediatica.
- Il proprietario del motel cita la serie di fantascienza Star Trek, a cui il direttore della fotografia del film, Marvin Rush, ha lavorato per diversi anni.
- Il tipo di braccialetto che Trudy indossa e che il pastore John regala a Sam (con l'acronimo di ‘What Would Jesus Do’) era molto in voga verso la metà degli anni novanta.
- Il film, molto più di Donnie Darko, è ricco di riferimenti alla cristianità: dal tema del sacrificio per salvare l'umanità alla scelta superiore di un eletto (il ricevitore vivente), dalla corona di spine (visibile sulla croce metallica ma, soprattutto, sulla maschera del coniglio) al monte su cui avviene il sacrificio. Alcuni hanno notato come il modo in cui il vettore liquido di Iraq Jack si attorciglia attorno al crocifisso ricordi la tentazione del serpente dell'Eden.